# Форт-Майерс
Форт-Майерс (англ. Fort Myers) — город и административный центр округа Ли, расположенный на юго-западе штата Флорида, США. Программа оценки населения Бюро переписи населения подсчитала, что в 2021 году население города составляло 92 245 человек, что поставило город на 370-е место по численности населения в стране. Вместе с более крупным и густонаселенным городом Кейп-Корал, меньшими городами Форт-Майерс-Бич, Санибел и Бонита-Спрингс, деревней Истеро и некорпоративными районами Лихай-Эйкерс и Норт-Форт-Майерс он образует столичную статистическую область (MSA), которая занимает территорию округа Ли и имеет население 787 976 человек по состоянию на 2021 год.
Форт-Майерс — это ворота в регион Юго-Западной Флориды и крупный туристический центр Флориды. Главными достопримечательностями города являются зимние поместья Томаса Эдисона («Ложа семинолов») и Генри Форда («Манго»). Город получил свое название от бывшего оборонительного форта, построенного во время семинольских войн. Форт, в свою очередь, получил свое название в честь полковника Абрахама Майерса в 1850 году; Майерс служил в армии Соединенных Штатов, в основном в квартирмейстерском отделе, на различных должностях с 1833 по 1861 год и был генерал-квартирмейстером армии Конфедеративных Штатов с 1861 по 1864 год.
В Форт-Майерсе проживает значительная часть афроамериканского и латиноамериканского населения. Среди достопримечательностей - парк Сентенниал в центре города на берегу реки Калусахатчи, Центр истории и науки IMAG, природный центр и планетарий Калуса, а также другие исторические места.

## История
По мнению некоторых историков, столица племени Калуса располагалась недалеко от современного Форт-Майерса. После европейских контактов Испания имела колониальное влияние во Флориде, на смену ей пришли Великобритания и, наконец, Соединенные Штаты.

### Семинольские войны
Во время Второй семинолской войны, между 1835 и 1842 годами, армия США использовала форт Дулани в Пунта-Рассе, в устье реки Калусахатчи. Когда в октябре 1841 года ураган разрушил его, армейские части были переведены вверх по реке Калусахатчи в место под названием Форт Харви. Форт Харви был заброшен в 1842 году, когда закончилась война. После того, как белый торговец был убит семинолами на реке Пис в 1849 году, армия вернулась к реке Калусахатчи в 1850 году.
Майор Дэвид Э. Твиггс, находившийся тогда в Форт-Бруке (свор. Тампа), отдал приказ двум артиллерийским ротам «выбрать подходящее место для установки поста и немедленно развернуть там легкие сооружения, которые могут обезопасить [их] запасы и отбить у индейцев любое искушение, которое может породить [их] изолированное положение». Новый Форт Майерс был построен на руинах сгоревшего форта Харви.
Форт был назван в честь Бревет-полковника Абрахама Чарльза Майерса, интенданта армейского департамента Флориды и будущего зятя майора Твиггса. Он занимал площадь около 56 га и вскоре имел 57 зданий, в том числе двухэтажный брокгауз из сруба, который был изображен в иллюстрированной газете Фрэнка Лесли, и пристань длиной 300 м, к которой могли пришвартоваться корабли. Ирвин Соломон отмечает, что Форт Майерс описывался как «один из лучших и крупнейших» фортов семинольских войн. Он был заброшен в 1858 году, в конце Третьей семинольской войны.

### Гражданская война
Во время Гражданской войны в США в Форт-Майерсе базировались блокадопрорыватели Конфедерации и скотоводы. Эти поселенцы процветали благодаря торговле с семинолами и солдатами Союза.
Армия Соединенных Штатов разбила лагерь на острове Узеппа, недалеко от входа в гавань Шарлотт, в декабре 1863 года. Он был задуман как место для вербовки сторонников Союза, дезертиров Конфедерации и уклонистов от призыва, а также для совершения набегов на внутренние районы и препятствования усилиям Конфедерации по сбору скота для поставки в армию. После нескольких проб на реках Пис и Майакка, давших неоднозначные результаты, операции были перенесены на материк. Войска 47-го Пенсильванского пехотного полка и 2-го полка Флоридских рейнджеров, позже реорганизованных во 2-й Флоридский кавалерийский полк, в начале января 1864 года покинули Ки-Уэст, и направились в Форт-Майерс. Солдаты Союза достигли Форт-Майерса так быстро, что смогли захватить трех сторонников Конфедерации, прежде чем они смогли выполнить приказ сжечь форт, чтобы не допустить его попадания в руки Союза. Помимо основной причины захвата форта — оказания поддержки сторонникам Союза и местным жителям, недовольным налогами и воинской повинностью Конфедерации, форт обеспечивал доступ к большим стадам крупного рогатого скота на юге Флориды, а также поддерживал блокаду юго-западного побережья Флориды, проводимую ВМС США и обеспечивал убежище для всех беглых рабов в этом районе.
В апреле 1864 года, после того как войска 47-го Пенсильванского пехотного полка были переброшены в Луизиану, роты D и I 2-го цветного пехотного полка США были переведены из Ки-Уэста в Форт-Майерс и оставались в форте до тех пор, пока он не был оставлен. Рота G 2-го полка также была отправлена в Форт-Майерс в начале мая. Соломон утверждает, что бревет-бригадный генерал Дэниел Финеас Вудбери, комендант округа Ки-Уэст и Тортугас, намеревался, чтобы это действие вызвало раздражение у Конфедерации. Присутствие чернокожих солдат, составлявших большую часть войск, используемых в рейдах на территорию Конфедерации, сыграло на страхе южан перед вооруженными чернокожими. Сообщалось, что Вудбери заявлял что «с удовольствием поместил кактус опунции под седло Конфедерации».
К весне 1864 года Форт Майерс был защищен бруствером длиной 150 м, высотой 2,1 м и шириной 4,6 м, простирающимся по дуге вокруг сухопутной стороны форта. Блокгауз времен семинольской войны был отремонтирован и построен еще один двухэтажный блокгауз. Вскоре в форте находилось более 400 мирных жителей и дезертиров из армии Конфедерации. Многие белые мужчины были зачислены во 2-й флоридский кавалерийский полк Союза. Члены полка, дислоцированного в Форт-Майерсе, хотя и были обозначены как кавалерийские, никогда не садились на коней. Сбежавшие рабы, пришедшие в форт, были завербованы во 2-й цветной пехотный полк.
Союз достиг контроля над всей длиной реки Миссисипи после падения Виксбурга в июле 1863 года. Затем армия Конфедерации стала зависеть от Флориды в плане поставок большей части говядины. К концу 1863 года от 1000 до 2000 голов крупного рогатого скота каждую неделю отправлялось в армию Конфедерации из Флориды.
По мере развития 1864 года войска Союза и его сторонники начали перегонять скот в Пунта-Рассу для снабжения кораблей Союза, находящихся в блокаде, и удерживаемого Союзом Ки-Уэста, сокращая поставку скота, доступного силам Конфедерации. Увеличение судоходства из Пунта-Рассы побудило армию Союза построить там казармы и пристань. По одной из оценок Конфедерации, Союз отправил 4500 голов крупного рогатого скота из Пунта-Рассы.
Битва за Форт-Майерс произошла 20 февраля 1865 года, в последние месяцы Гражданской войны. Это небольшое сражение известно как «самое южное сухопутное сражение Гражданской войны». Однако, фактически, южнее всего произошло сражение у ранчо Пальмито.

### Основание поселения
Поселение Форт-Майерс было основано после Гражданской войны капитаном Мануэлем А. Гонсалесом 21 февраля 1866 года. Капитан Гонсалес был знаком с этой местностью благодаря своей многолетней службе по доставке почты и припасов для армии Союза в форте во время войн с семинолами и гражданской войны.
Когда правительство США покинуло форт после Гражданской войны, Гонсалес отплыл из Ки-Уэста, чтобы основать поселение. Три недели спустя прибыли Джозеф Вивас и его жена Кристианна Стирруп Вивас, а также его жена Эвалина и дочь Мэри.
Гонсалес поселил свою семью недалеко от заброшенного форта, где он открыл первый торговый пост в этом районе. Он торговал табаком, бусами и порохом, а также продавал шкуры выдры, рыси и аллигатора соседним семинолам. Вокруг торгового поста начало формироваться небольшое поселение.
В конце 19 века северяне стали ездить во Флориду зимой. Некоторые увидели возможности для развития. В 1881 году богатый промышленник Гамильтон Дисстон из Филадельфии, приехал в долину Калусахатчи. Он планировал осушить часть Эверглейдса для коммерческого использования земель. Дистон соединил озеро Окичоби с рекой Калусахатчи, что позволило пароходам ходить от Мексиканского залива до озера Окичоби и вверх по реке Киссимми.
12 августа 1885 года был зарегистрирован небольшой городок Форт-Майерс, с населением всего 349 жителей. В то время это был второй по величине город на побережье Мексиканского залива Флориды к югу от Сидар-Ки.
В 1885 году изобретатель Томас Эдисон путешествуя по западному побережью Флориды остановился, чтобы посетить Форт-Майерс. Вскоре он купил 13 акров земли вдоль реки Калусахатчи в городе. Там он построил свой дом «Ложа семинолов» в качестве зимнего поместья. Там была лаборатория для его продолжения работы. После завершения строительства домика в 1886 году Эдисон и его жена Мина провели много зим в Форт-Майерсе. Эдисон также любил рыбачить здесь, благодаря чему Форт Майерс приобрел национальную известность.
Несмотря на первоначальное предложение Эдисона сделать в городе освещение, в первый день Нового года в 1898 году Форт-Майерс был впервые электрифицирован компанией Seminole Canning Company, местной компанией, занимавшейся производством консервированных фруктов.
В 1898 году был построен отель Royal Palm. Этот роскошный отель привлек туристов и сделал Форт-Майерс зимним курортом национального уровня.

### XX век
10 мая 1904 года доступ к городу был значительно улучшен с открытием железной дороги вдоль Атлантического побережья, соединяющей Пунта-Горду с Форт-Майерсом. Этот маршрут обеспечивал как пассажирские, так и грузовые железнодорожные перевозки в округе Ли. Однако появление железной дороги также привело к усилению сегрегации в городе. С появлением железной дороги возникла потребность в большем количестве неквалифицированной рабочей силы и приезде более необразованной рабочей силы по сравнению со многими афроамериканцами, которые уже проживали в городе, некоторые из которых были торговцами, поставщиками продуктов и землевладельцами. На этих чернокожих граждан, принадлежащих к среднему классу, а также на новых афроамериканских рабочих оказывалось все большее давление с целью переехать в сегрегированную зону, которая впоследствии стала известна как «Холм безопасности». В этом районе города, как видно по современным фотографиям, качество домов и улиц было более низким. Этот район, ныне известный как Данбар, по-прежнему одним из самых неблагополучных частей Форт-Майерса.
В 1907 году штаб-квартира Федерального агентства племени семинолов была перенесена в Форт-Майерс. Она находилась там до 1913 года.
В 1908 году в центре Форт-Майерса был построен театр. Изначально это был дом водевиля, Эдисон впервые смотрел здесь фильмы с друзьями Генри Фордом и Гарви Файерстоуном. С развитием киноиндустрии Аркадный театр был преобразован в полноценный кинотеатр. Стена разделила сцену на два кинозала. Изменения в привычках посещения кино с конца 20-го века привели к реконструкции театра, чтобы снова использовать его для живых выступлений. Сейчас здесь находится Репертуарный театр Флориды, зал исполнительских искусств.
Во время Первой мировой войны Эдисон был обеспокоен зависимостью Америки от иностранных поставок каучука. Он сотрудничал с производителем шин Гарви Файерстоуном из Firestone Tire and Rubber Company и Генри Фордом из Ford Motor Company, чтобы попытаться найти каучуковое дерево или растение, которое могло бы быстро расти в Соединенных Штатах. Он искал тот, который содержал бы достаточно латекса для поддержки его исследовательских усилий. В 1927 году трое мужчин внесли по 25 000 долларов каждый и создали Корпорацию ботанических исследований Эдисона в попытке найти решение этой проблемы. В 1928 году была построена лаборатория Edison Botanic Research Corporation. Именно в Форт-Майерсе Эдисон провел большую часть своих исследований и посадил экзотические растения и деревья. Он отправил результаты и образцы остатков резины в Уэст-Ориндж, штат Нью-Джерси, для дальнейшей работы на своей большой «Фабрике изобретений». Сейчас они хранятся в Национальном историческом парке Томаса Эдисона. Благодаря усилиям Эдисона были привезены и высажены королевские пальмы, обрамляющие Риверсайд-авеню (ныне бульвар МакГрегора). Они вдохновили Форт-Майерс на создание официального прозвища «Город пальм».
Протестировав около 17 000 образцов растений, Эдисон в конце концов обнаружил источник в растении золотарника (Solidago Leavenworthii). Пять лет спустя проект по производству каучука был передан Министерству сельского хозяйства США.
В 1916 году Форд купил дом рядом с домом Эдисона у Роберта Смита из Нью-Йорка. Форд назвал свое поместье «Манго». Бунгало было построено Смитом в 1911 году. Форд, Файерстоун и Эдисон были лидерами американской промышленности и частью эксклюзивной группы под названием «Клуб миллионеров». Они были увековечены в статуях в парке Столетия в центре Форт-Майерса.
В 1924 году, с началом строительства моста Эдисона, названного в честь изобретателя, население города неуклонно росло. Мост был открыт 11 февраля 1931 года, в 84-й день рождения своего тезки. Эдисон присутствовал на открытии и первым проехался по нему.
В течение десятилетия после постройки моста в городе произошел строительный бум. За пределами центра города было построено несколько новых жилых кварталов, в том числе Дин-Парк, Эдисон-Парк и Семинол-Парк. В Эдисон-парке, расположенный через бульвар МакГрегор от домов Эдисона и Форда, расположен ряд самых больших и дорогих домов Форт-Майерса. В 1890 году население Форт-Майерс-Сити составляло 575 человек. К 1930 году оно выросло до 9 082 человек.
В 1947 году Мина Эдисон передала «Ложу семинолов» администрации города в память о своем покойном муже и для развлечения публики. К 1988 году прилегающее зимнее поместье Генри Форда было куплено городом и открыто для общественных экскурсий в 1990 году. Объединенные поместья сегодня известны как национальный памятник «зимние поместья Эдисона и Форда».

### Ураган Иэн
Форт-Майерс потерпел катастрофический ущерб от урагана «Иэн», произошедшего 28 сентября 2022 года.

## География и климат
По данным Бюро переписи населения США, город имеет общую площадь 105 км2, из которых  82 км2 (78,75%) занимает суша и 22 км2 (21,25%) — водная поверхность.
В Форт-Майерсе тропический муссонный климат (Am).
Температура редко поднимается выше 38 °C или опускается до точки замерзания. Среднее количество осадков составляет чуть примерно 145 см в год, их концентрация в основном припадает на сезон дождей с июня по сентябрь с частыми ливнями и грозами; в среднем за эти четыре месяца выпадает 67 процентов годового количества осадков. С октября по май среднемесячное количество осадков составляет менее 9 см. В годы с более сухими, чем в среднем, условиями с зимы до середины весны может развиться засуха, и значительную угрозу могут представлять лесные пожары. В среднем в Форт-Майерсе или его окрестностях гроза бывает 89 дней в году, что является самым большим показателем в стране.
Среднемесячная дневная температура колеблется от 18,2 °C в январе до 28,6 °C в августе, при этом среднегодовая температура составляет 24,1 °C.
Рекорды варьируются от -4 °C 29 декабря 1894 г. до 39 °C 16–17 июня 1981 г.
| Показатель                    | Янв. | Фев. | Март | Апр. | Май  | Июнь | Июль | Авг. | Сен. | Окт. | Нояб. | Дек. | Год   |
| ----------------------------- | ---- | ---- | ---- | ---- | ---- | ---- | ---- | ---- | ---- | ---- | ----- | ---- | ----- |
| Абсолютный максимум, °C       | −3   | −3   | 1    | 4    | 10   | 14   | 19   | 18   | 17   | 7    | 1     | −4   | −4    |
| Средний суточный максимум, °C | 23,9 | 25,6 | 27,3 | 29,6 | 31,9 | 32,8 | 33,1 | 33,2 | 32,2 | 30,3 | 27,4  | 25,2 | 29,4  |
| Средняя температура, °C       | 18,2 | 19,6 | 21,3 | 23,8 | 26,3 | 27,9 | 28,4 | 28,6 | 27,9 | 25,6 | 21,9  | 19,6 | 24,1  |
| Средний суточный минимум, °C  | 12,4 | 13,7 | 15,3 | 17,9 | 20,6 | 23,1 | 23,7 | 23,9 | 23,5 | 20,8 | 16,6  | 14,1 | 18,8  |
| Абсолютный минимум, °C        | 31   | 33   | 34   | 36   | 37   | 39   | 38   | 38   | 37   | 35   | 35    | 33   | 39    |
| Норма осадков, мм             | 62   | 45   | 53   | 62   | 88   | 245  | 238  | 265  | 229  | 78   | 45    | 48   | 121,5 |
| Источник: NOAA                |      |      |      |      |      |      |      |      |      |      |       |      |       |

## Население
| Раса                            | Население 2010 | Население 2020 | % 2010 | % 2020 |
| ------------------------------- | -------------- | -------------- | ------ | ------ |
| Белые                           | 27,786         | 41,044         | 44.60% | 47.51% |
| Афроамериканцы                  | 19,495         | 18,891         | 31.29% | 21.87% |
| Коренные американцы             | 142            | 135            | 0.23%  | 0.16%  |
| Азиаты                          | 946            | 2,085          | 1.52%  | 2.41%  |
| Уроженцы островов Тихого океана | 30             | 16             | 0.05%  | 0.02%  |
| Другие расы                     | 459            | 666            | 0.74%  | 0.77%  |
| Две и более рас                 | 1,002          | 3,157          | 1.61%  | 3.65%  |
| Латиноамериканцы                | 12,438         | 20,401         | 19.97% | 23.61% |
| Всего                           | 62,298         | 86,395         |        |        |

Форт-Майерс — один из двух городов, входящих в состав столичного статистического района Кейп-Корал-Форт-Майерс, округ Ли. Население столичного статистического округа (MSA) в 2020 году составляло 760 822 человека, и по состоянию на 2020 год это был 73-й по численности населения MSA в США.
Население объединенной статистической зоны Кейп-Корал-Форт-Майерс-Нейплс, Флорида, в 2020 году составляло 1 188 319 человек, и по состоянию на 2020 год это была 47-я по величине объединенная статистическая зона (CSA) в США.
По данным переписи населения США 2020 года, в городе проживало 86 395 человек, имелось 31 598 домохозяйств и 18 313 семей.
По данным переписи населения США 2010 года, в городе проживало 62 298 человек, 24 352 домохозяйства и 14 192 семьи.

## Правительство
Правительство Форт-Майерса состоит из советов и управляющих, в котором городской совет включает в себя мэра и шести членов совета. Городской совет отвечает за разработку политики, принятие местных постановлений, ассигнования на голосование и разработку общего видения города. Мэр избирается зарегистрированными избирателями по всему городу. Мэр Форт-Майерса - Кевин Б. Андерсон. Члены совета избираются зарегистрированными избирателями в своем округе и представляют этот конкретный округ на четырехлетний срок. Члены совета должны продолжать проживать в Форт-Майерсе.
Работу полиции в городе осуществляет полицейским управлением Форт-Майерса.

## Образование

### Средние школы
Средние школы города включают:
- Средняя школа Данбара, работает с фондом International Baccalaureate
- Старшая средняя школа Форт-Майерса, работает с фондом International Baccalaureate.
- Средняя школа епископа Верота, частная католическая средняя школа, находящаяся в ведении епархии Вениса.

### Высшее образование
В число высших учебных заведений города входят:
- Университет Ходжеса
- Университет Кейзера[55]
- Новый Юго-Восточный университет[56]
- Колледж Расмуссена[57]
- Южный технический колледж
- Технический колледж Форт-Майерса[58]

### Библиотеки
Библиотечные услуги включают в себя:
- Региональная библиотека Форт-Майерса: региональная библиотека, являющаяся центром библиотечной системы округа Ли, где хранятся основные коллекции юридической, деловой, новостной и финансовой информации. Библиотека расположена в центре Форт-Майерса[59].
- Публичная библиотека Данбара-Юпитера Хэммона: Библиотека открылась 7 октября 1974 года. Основатели назвали библиотеку в честь первого африканского поэта, опубликовавшего свои произведения, Юпитера Хэммона. Название поселка, было добавлено по просьбе его жителей. Библиотека была перенесена в 1996 году на ее нынешнее место на Блаунт-стрит. Здесь находится самая большая коллекция афроамериканских книг на юго-западе Флориды[60].

## Спорт
С 1973 года в Форт-Майерсе проходит ежегодный школьный баскетбольный турнир City of Palms Classic. К 2015 году 120 игроков, участвовавших в турнире, были приглашены к участию в McDonald’s All-American, а 94 подписали контракты с НБА.
Florida Eels — это юношеская хоккейная программа третьего уровня USPHL, в которой участвуют две команды; одна в Премьер-дивизионе и одна в Элитном дивизионе. Обе команды хорошо показали себя в регулярном сезоне и плей-офф, неоднократно выходя на национальные чемпионаты. Форт-Майерс Скатиум - их домашняя арена.

## Достопримечательности
Дом Мерфи-Берроуза
- Природный центр и планетарий Калуса[63] — частная некоммерческая образовательная организация по вопросам окружающей среды. Расположенный на территории площадью 105 акров (0,42 км2), он имеет музей, три природные тропы, планетарий, вольеры для бабочек и птиц, сувенирный магазин, а также места для встреч и пикников.
- Сити-оф-Палмс-Парк, бывший дом весенней тренировочной программы Бостон Ред Сокс, недалеко от центра Форт-Майерса.
- Зимние поместья Эдисона и Форда
- Эдисон-Молл
- Исторический центр города, развлекательный район на набережной.
- Дом Мерфи-Берроуза
- Центр истории и науки IMAG
- Исторический музей Юго-Западной Флориды

## Транспорт

### Аэропорты
Форт-Майерс обслуживается двумя близлежащими аэропортами. Международный аэропорт Юго-Западной Флориды (RSW) расположен к юго-востоку от города. Аэропорт, занимает 5485,5 гектаров земли и является 45-м по загруженности аэропортом в Соединенных Штатах по количеству пассажиров в год. В 2018 году аэропорт обслужил 9 373 178 пассажиров. Пейдж-Филд - небольшой аэропорт авиации общего назначения, основной поток которого составляют малые самолеты.

### Наземный транспорт
Автобусные перевозки в городе обеспечиваются транспортной компанией LeeTran.

## В популярной культуре

### В кино
- Сцена заброшенного города из фильма «День мертвецов» (1985) была снята в центре Форт-Майерса рядом с театром Эдисона[65].
- Некоторые сцены в здании суда и другие «городские» сцены в фильме «Правое дело» (1995) были сняты в центре Форт-Майерса[66].
- Часть независимого фильма «Транс» (1999) снималась в Форт-Майерсе[67].
- Действие анимационного фильма 2023 года «Лео» происходит в Форт-Майерсе, одним из основных мест действия в фильме является вымышленная «Начальная школа Форт-Майерса»[68].

## В литературе
Форт Майерс является частью действия романа Джеймса Карлоса Блейка «Река Ред Грасс:Легенда» (1998).

## Известные уроженцы

### Нынешние
- Нейт Аллен — защитник Майами Долфинс.
- Хейли Беннетт — актриса.
- Джейсон Бартлетт — игрок Tampa Bay Rays
- Боб Бимон — легкоатлет, золотой медалист летних Олимпийских игр 1968 года по прыжкам в длину, рекордсмен мира с 1968 по 1991 год.
- Листон Бочетт — олимпийский чемпион; Член городского совета Форт-Майерса[70]
- Берт Блайлевен — питчер Зала славы команд «Миннесота Твинс», «Техас Рейнджерс», «Питтсбург Пайрэтс», «Кливленд Индианс» и «Калифорния Энджелс»[71]
- Джеймс Карлос Блейк — писатель и бывший преподаватель Общественного колледжа Эдисона
- Филип Бьюкенон — игрок «Вашингтон Редскинз», «Тампа-Бэй Бакканирс», «Хьюстон Тексанс», «Окленд Рэйдерс»[72]
- Стейси Картер — бывший рестлер WWE[73]
- Стью Клиберн — бейсболист и тренер[74].
- Терренс Коди — игрок «Балтимор Рэйвенс»[75]
- Кейси Коулман — игрок «Чикаго Кабс»[76]
- Ноэль Дивайн — игрок Монреаль Алуэттс КФЛ.[77]
- Ричард Фейн — бывший игрок НФЛ
- Эрнест Грэм — игрок Тампа-Бэй Бакканирс
- Майк Гринвелл — бывший игрок «Бостон Ред Сокс» и гонщик NASCAR[78]
- Нолан Хенке — профессиональный игрок в гольф[79]
- Энтони Генри — защитник Детройт Лайонс, Даллас Ковбойз, Кливленд Браунс
- Адам Джонсон — игрок «Миннесота Твинс»[80]
- Тара Кейн — фигуристка, чемпионка США 2016 года.
- Джевон Кирс — защитник, Филадельфия Иглз, Теннесси Титанс
- Терри Кимбалл — подруга месяца по версии журнала Playboy в мае 1964 года[81].
- Дерек Ламели — профессиональный игрок в гольф[82]
- Крейг Леон — музыкальный и визуальный продюсер Ramones, Blondie, Лучано Паваротти и Джошуа Белла
- Джордж Макнил — профессиональный игрок в гольф
- Питер Меллор — американский футболист и тренер английского происхождения.
- Терри-Джо Майерс — профессиональный игрок в гольф, победитель трёх турниров LPGA Tour[83]
- Сет Петрузелли — профессиональный боец ММА[84]
- Plies (Алджернод Ланье Вашингтон) — рэпер[85]
- Ленни Розенблут (1933 г.р.), баскетболист колледжа и НБА
- Дейон Сандерс — защитник Зала славы НФЛ для шести команд, введен в Зал славы профессионального футбола как Далласский ковбой и аутфилдер Высшей бейсбольной лиги для пяти команд[86]
- Пегги Скулкрафт — профессиональный бодибилдер, чемпион NPC Team Universe 1997 года[87][88].
- Чад Сеньйор — двукратный олимпийский чемпион (2000, 2004), выступал в пятиборье.
- Вонзелл Соломон — занявший третье место в American Idol[89]
- Грег Спайрс, бывший игрок НФЛ[90]
- Элисса Стимер — профессиональная скейтбордистка
- Майк Венафро — бывший запасной питчер команды Oakland Athletics и четырех других команд MLB.
- Дэн Фогельбах — игрок MLB
- Джейлен Уоткинс — защитник Лос-Анджелес Чарджерс
- Сэмми Уоткинс — ресивер команд «Баффало Биллс», «Лос-Анджелес Рэмс», «Канзас-Сити Чифс»
- Томми Уоткинс — бывший бейсболист «Миннесота Твинс»[91]
- Джереми Уэр — защитник команды «Окленд Рэйдерс»[92]
- Уолт Уэсли — профессиональный баскетболист (1966–1976) клуба «Цинциннати Роялс» и шести других команд НБА[93].
- Клифф Уильямс — басист AC/DC
- Хулио Сулета — бывший игрок Чикаго Кабс

### Бывшие
- Верна Ардема — автор детских книг
- Пэтти Берг — игрок в гольф Зала славы, один из основателей LPGA.
- Джерард Дамиано — режиссер фильмов для взрослых
- Томас Эдисон — изобретатель, усовершенствовавший и запатентовавший лампочку накаливания и методы звукозаписи, имел зимнее поместье рядом с домом Генри Форда.
- Гарви Файрстоун — основатель Firestone Tire Company, владел зимнего поместья недалеко от домов Эдисона и Форда[94].
- Генри Форд — основатель Ford Motor Company и создатель конвейера, имел зимнее поместье рядом с поместьем Томаса Эдисона.
- Чарльз Гигна — поэт и детский писатель, известный как «Отец Гусь»; жил в городе в 1950-1973 гг.
- Марио Хендерсон, игрок Окленд Рэйдерс[95]
- Сара Хильдебранд — олимпийская чемпионка США по прыжкам в воду (2000, 2004)[96]
- Ян Хукс — американская актриса и комик, наиболее известная благодаря сериалу «Субботним вечером в прямом эфире».
- Эндрю Джейкобсон — футболист Высшей лиги
- Джерри Лоулер — рестлер и диктор WWE[73]
- Клайд Лассен — командующий ВМС США, обладатель Почетной медали
- Дениз Масино — профессиональный бодибилдер
- Минди Маккриди — исполнительница кантри-музыки[97]
- Норма Миллер — танцовщица линди-хопа, хореограф, актриса, писательница и комик, известная как королева свинга.
- Даймонд Даллас Пейдж — бывший рестлер WCW и WWE, актер
- Кимберли Пейдж — бывшая участница WCW Nitro Girls и модель Playboy
- Чарльз Роджерс — бывший бегун НФЛ
- Мариус Руссо — профессиональный бейсболист
- Джин Шепард — рассказчик, юморист, медийная личность
- Уолт Уэсли — профессиональный баскетболист

## Города-побратимы
Форт-Майерс имеет побратимские соглашение со следующими городами:
- Гомель (Беларусь)[98]
- Сантьяго-де-лос-Кабальерос (Доминиканская Республика)